# おとめ座
おとめ座（おとめざ、乙女座、Virgo、ウィルゴー、ヴィルゴ）は、黄道十二星座の1つ。トレミーの48星座の1つでもある。全天でうみへび座に次いで2番目に広い星座である。21世紀初頭の現在、秋分点がある。
α星は、全天21の1等星の1つであり、スピカと呼ばれる。スピカと、うしかい座のα星アルクトゥールス（アークトゥルス）、しし座のβ星デネボラ（またはしし座α星レグルス。）で、春の大三角と呼ばれるアステリズムを形成する。

## 主な天体

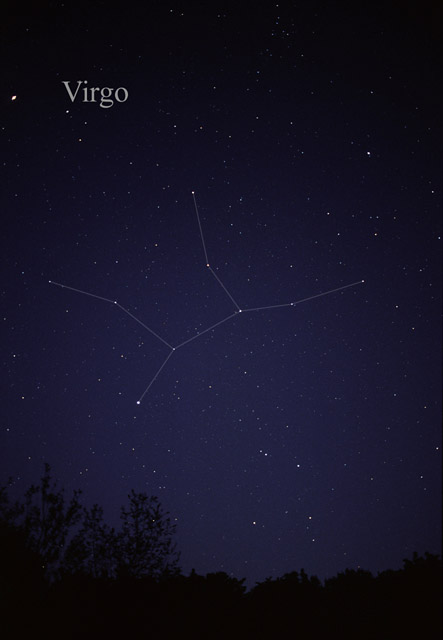
おとめ座を撮影した天体写真

### 恒星
以下の恒星には、国際天文学連合によって正式な固有名が定められている。
- α星：おとめ座で最も明るい恒星で、全天21の1等星の1つ[7]。古代ギリシア語で「麦の穂」を意味する言葉に由来する「スピカ[8](Spica[5])」という固有名を持つ。
- β星：4等星[9]。「ザヴィヤヴァ[8](Zavijava[5])」という固有名を持つ。
- γ星：3等星[10]。A星に「ポリマ[8] (Porrima[5])」という固有名が付けられている。
- δ星：3等星[11]。「ミネラウヴァ[12](Minelauva[5])」という固有名を持つ。
- ε星：3等星[13]。「ヴィンデミアトリックス[8] (Vindemiatrix[5])」という固有名を持つ。
- ζ星：3等星[14]。A星に「ヘゼ[12](Heze[5])」という固有名が付けられている。
- η星：4等星[15]。Aa星に「ザニア[8](Zaniah[5])」という固有名が付けられている。
- ι星：4等星[16]。「シュルマ[8](Syrma[5])」という固有名を持つ。
- κ星：4等星[17]。二十八宿の亢宿の距星であったことから「カン[12]（亢、Kang[5]）」という固有名が付けられた。
- λ星：5等星[18]。A星に「カンバリア[12](Khambalia[5])」という固有名が付けられている。
- φ星：5等星[19]。A星に「エルガファル[12](Elgafar[5])」という固有名が付けられている。
- PSR B1257+12：リッチ (Lich[5]) は恒星ではなくパルサーだが、2015年12月に他の太陽系外惑星を持つ恒星とともに固有名が定められた。1992年に太陽系外惑星が2つ発見され、太陽系以外に惑星が存在することが判明した初めての天体である。
- HD 102195：国際天文学連合の100周年記念行事「IAU100 NameExoworlds」でイタリアに命名権が与えられ、主星はFlegetonte、太陽系外惑星はLeteと命名された[6]。
- HD 130322：国際天文学連合の100周年記念行事「IAU100 NameExoworlds」でスイスに命名権が与えられ、主星はMönch、太陽系外惑星はEigerと命名された[6]。
- WASP-39：国際天文学連合の100周年記念行事「IAU100 NameExoworlds」でアルバに命名権が与えられ、主星はMalmok、太陽系外惑星はBocaprinsと命名された[6]。

その他、以下の恒星が知られている。
- χ星：惑星を持つ四重連星。
- 59番星：惑星を持っている。
- 61番星：3個の惑星を持っている。
- 70番星：木星の6.6倍の質量を持つ惑星を持っている。
- W星：II型セファイド変光星の中でもその変光周期が10-20日のサブクラス「おとめ座W型変光星 (CW)」のプロトタイプとされる[20]。

### 星団・星雲・銀河

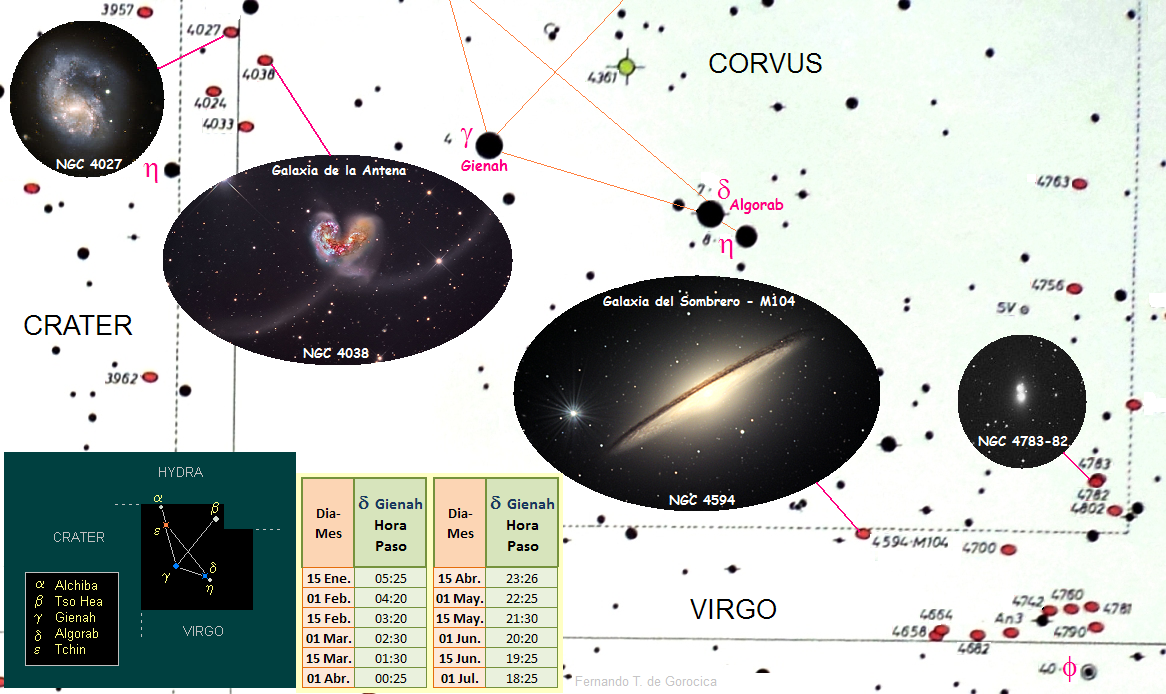
からす座からおとめ座の範囲内にある星団・星雲・銀河の天体写真図

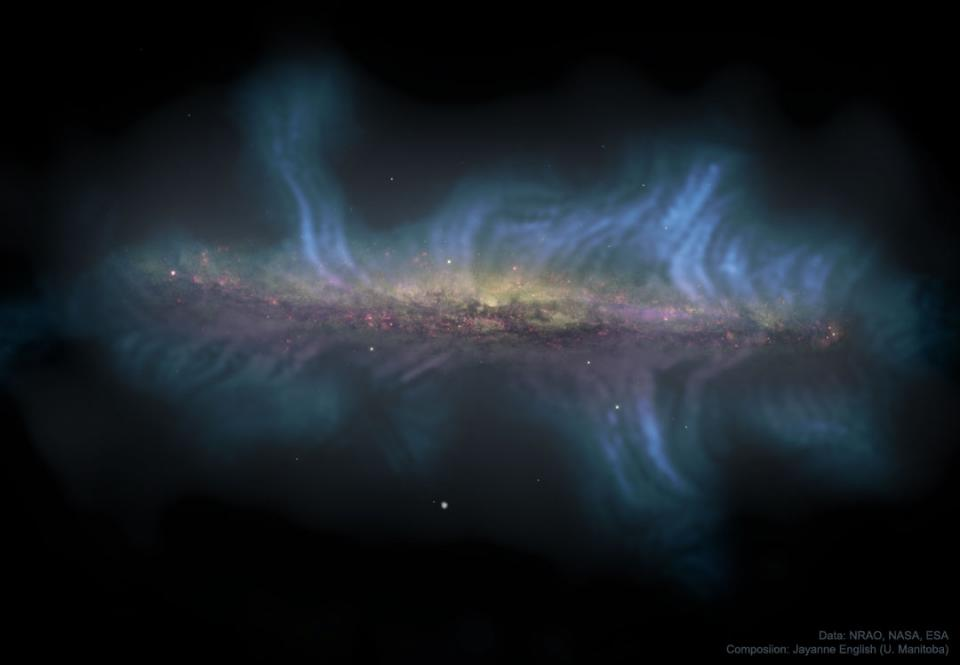
アメリカ国立電波天文台の超大型アレイによるNGC5775の撮像。磁力線が可視化されている。

おとめ座付近にはおとめ座銀河団と呼ばれる銀河団が存在するため、銀河が多く見られる。この銀河団は、ε星の西 5°から 10°の方向にある。
おとめ座銀河団に属する銀河として、以下のものがある。
- M49：楕円銀河。
- M58：棒渦巻銀河。
- M59：楕円銀河。
- M60：楕円銀河。
- M61：渦巻銀河。
- M84：レンズ状銀河。
- M86：レンズ状銀河。
- M87：楕円銀河。有名な電波銀河で、電波源おとめ座Aと同一の天体。
- M90：渦巻銀河。
- NGC 5775：渦巻銀河[21]。

- M104（ソンブレロ銀河）：渦巻銀河。スピカの10°西に位置する。おとめ座銀河団のメンバーではない。

### その他
- 3C 273：クエーサー。はじめて認識されたクエーサーであり、クエーサーの中では視等級が最も明るい。
- VIRGOHI21：初の暗黒銀河の候補。おとめ座銀河団のメンバー。

## 由来と歴史

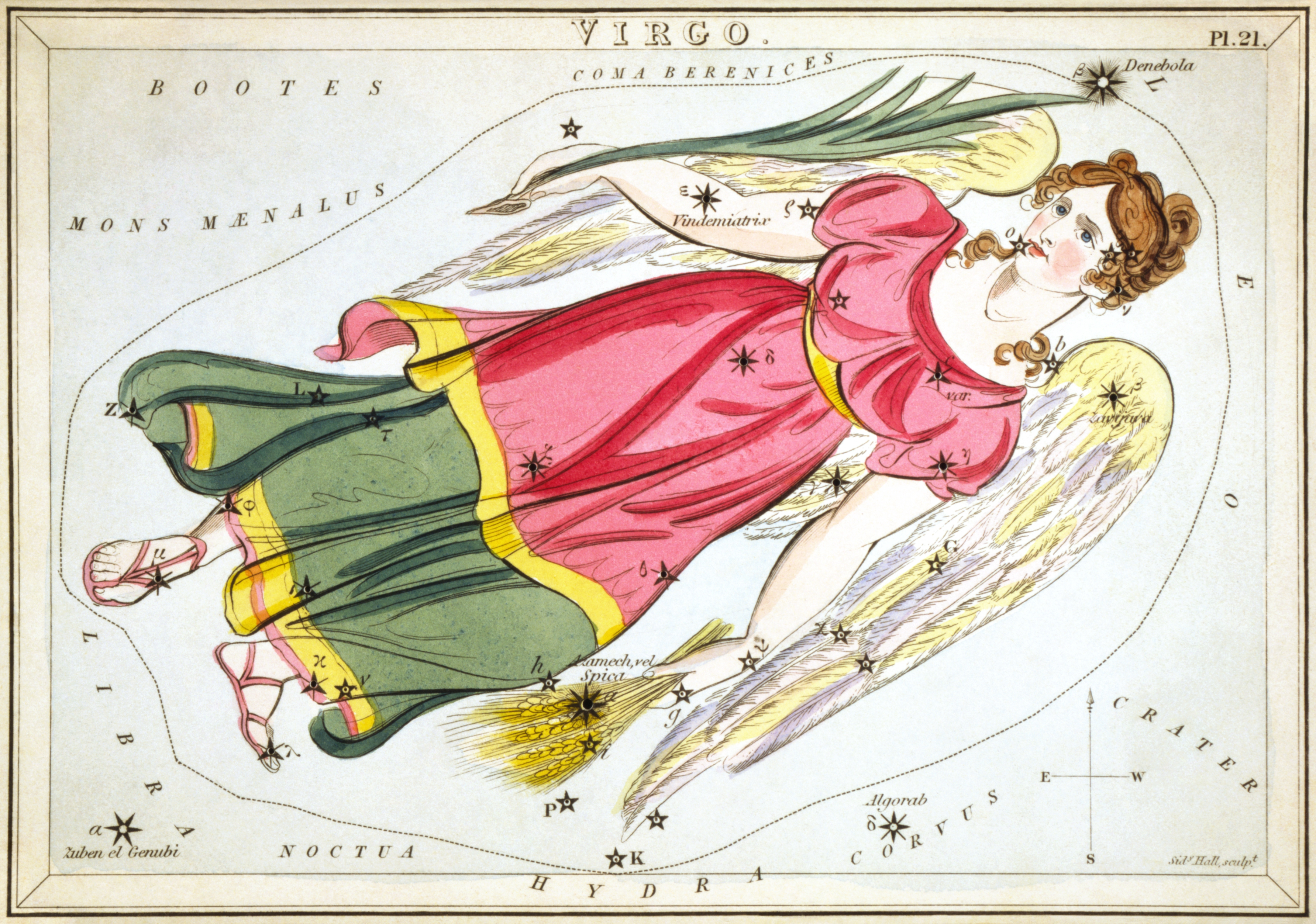
1824年に出版された星座のカード集『ウラニアの鏡』に描かれたおとめ座。

おとめ座の原型となったのは古代メソポタミアの星座であるとされる。オーストリアのアッシリア学者ヘルマン・フンガーとアメリカの数理天文学・古典学者のデイヴィッド・ピングリー (David Pingree) が解読した、紀元前500年頃のメソポタミアの粘土板文書『ムル・アピン (MUL.APIN)』に記された星や星座の記録によると、スピカは「畝」と呼ばれていたとされる。また、エジプト・デンデラのハトホル神殿で発見された紀元前50年頃の天体図には、 Furrow（畝）とFrond（葉）の2つの星座があり、2人の女性が描かれていた。「畝」は隣のしし座の尾と鞭、または麦穂を持ち、「葉」は「エルアの葉」と呼ばれるナツメヤシの葉を持っていた。のちにこの2つの女性が統合されて1人となり、それぞれの手に麦穂と葉を持つおとめ座の姿となったと考えられている。

## 神話
おとめ座のモデルとなった女性については、数多くの説がある。紀元前700年頃のギリシアの叙事詩人ヘーシオドスは著書『神統記』の中で、大神ゼウスと法の女神テミスの間に生まれた正義の女神ディケーであるとした。また紀元前3世紀頃のアラートスは、ヘーシオドスと同じくディケーであるとも、星々の父アストライオスと曙の女神エーオースの娘アストライアーであるともした。エラトステネースは、著書『カタステリスモイ』の中でアラートスと同じ伝承を伝えるとともに、異説として、穀物の穂を持っていることから豊穣の女神であるデーメーテールやエジプトの女神イーシス、シリアの女神アタルガティスであるとする説、あるいは運命の女神テュケーであるとする説も伝えている。特にテュケーについては「頭がない」姿であり、それゆえにおとめ座に頭の部分がないのだとしている。紀元前1世紀の著作家ヒュギーヌスも著書『天文詩』の中で、ローマ神話の幸運の女神フォルトゥーナ（ギリシア神話のテュケーに相当）、豊穣の女神ケレース（ギリシア神話のデーメーテールに相当）とする説を伝えており、ケレースについては「頭が間違いなくある女神であるためこの星座には似つかわしくない」としている。このほかにヒュギーヌスは、アッティカのイーカリオスの娘エーリゴネー、アポローとクリューソテミスの娘パルテノスとする説を伝えている。さらに後世の文献では、テスピア、エイレイテュイア、キュベレー、アテーナー、ヘカテーなどがこの星座のモデルとされている。
ヘーシオドスやアラートス、エラトステネース、ヒュギーヌスらは、ディケーにまつわる以下の伝承を伝えている。昔、人間が争いもなく平和に暮らしていた時代（黄金時代）は、神もまた地上で人間とともに暮らしていた。しかし次第に人間たちには文明と欲が生まれ、争うようになったため、神は1人ずつ天に帰っていった。最後まで地上に残ったディケーは人間に正義を教えていたが、人間が次第に悪心を持つようになると彼女も失望し、まずは山中に隠棲、それでも人倫の荒廃がとどまらないのを見ると最後には地を離れて自ら天に昇った。後世には、おとめ座の隣にあるてんびん座を、彼女の持つ善悪を計る天秤であるとする話も付け加えられた。
デーメーテールとその娘ペルセポネーにまつわる伝承も伝わっている。ペルセポネーは妖精と花を摘んでいる際に冥神ハーデースに冥府へと連れ去られ、妻とされた。母デーメーテールはそれを知って激怒し、ゼウスに娘を地上に返すよう求めた。ゼウスはハーデースにペルセポネーを天界に帰すように命じ、ペルセポネーは地上に戻されたが、冥界のザクロを口にしていたため、1年のうち半年（あるいは8か月）は地上で、残りは冥界で過ごすこととなった。こうして、娘が冥界に赴く期間はデーメーテールが嘆き悲しむため、穀物の育たない冬が生まれることとなった。

## ギャラリー

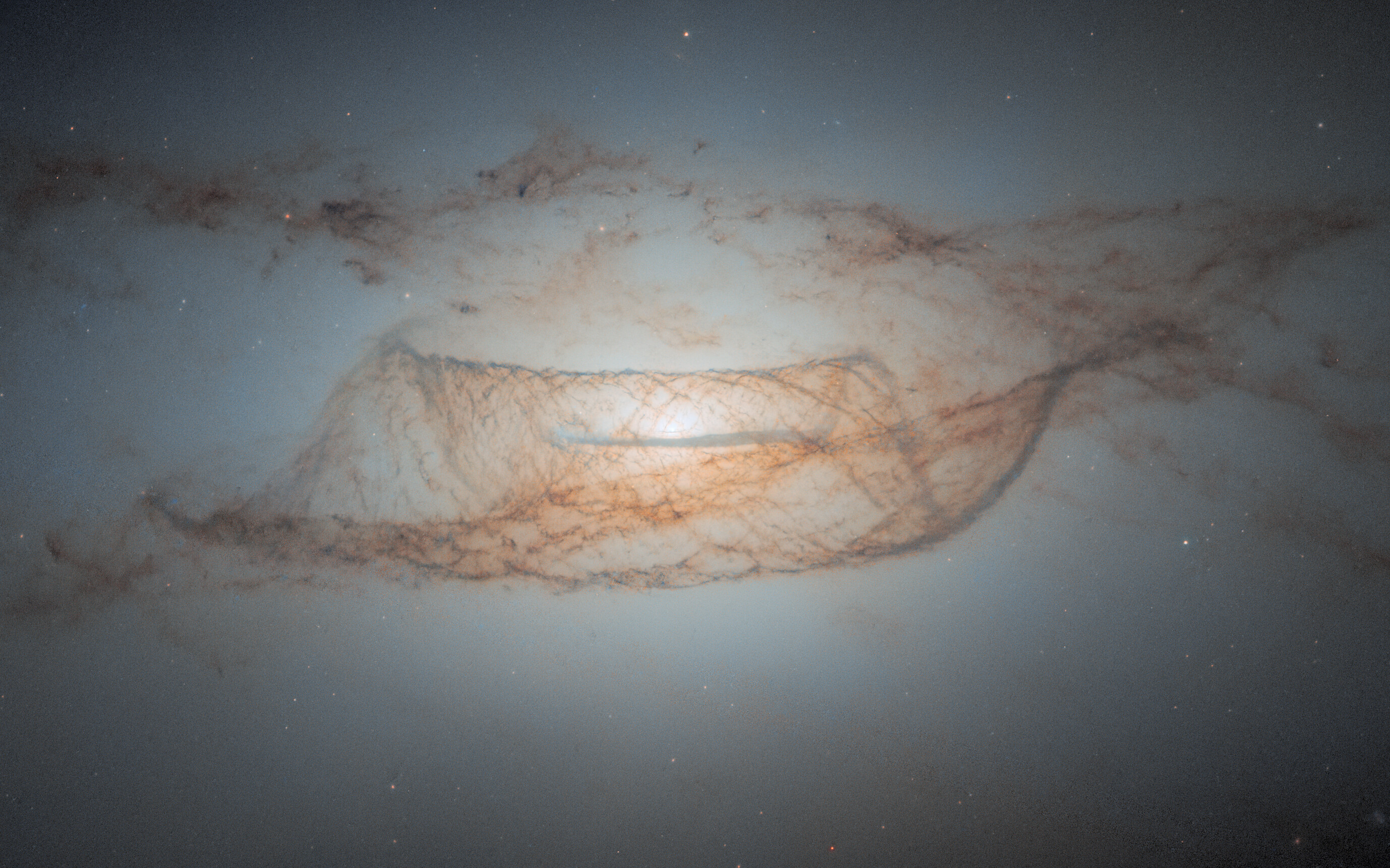
おとめ座にあるNGC 4753[27]。